# Touffreville-la-Corbeline
Touffreville-la-Corbeline är en kommun i departementet Seine-Maritime i regionen Normandie i norra Frankrike. Kommunen ligger i kantonen Yvetot som tillhör arrondissementet Rouen. År 2022 hade Touffreville-la-Corbeline 839 invånare.

## Befolkningsutveckling
Antalet invånare i kommunen Touffreville-la-Corbeline
| Referens: INSEE |